# أحور
أحور هي إحدى مدن محافظة أبين اليمنية، بلغ تعداد سكانها 7468 نسمة حسب تعداد اليمن لعام 2004.